# Mathilde Mallinger

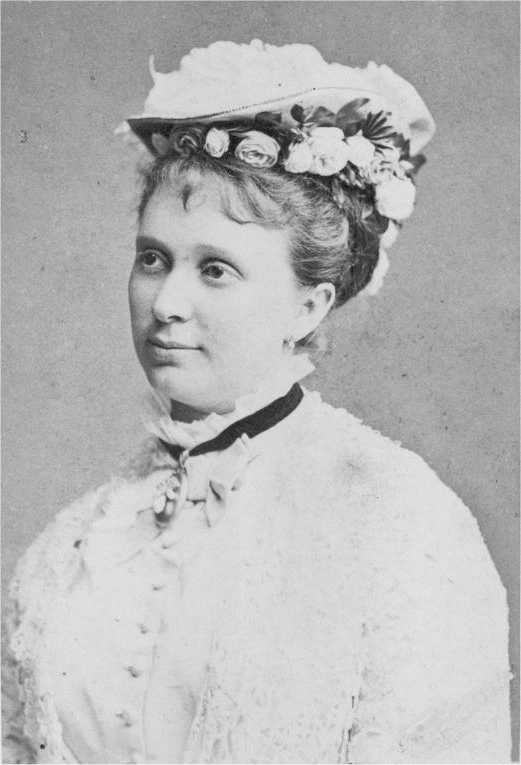
Mathilde Mallinger

Mathilde Mallinger (* 17. Februar 1848 in Graz; † 19. April 1920 in Charlottenburg) war eine österreichische Opernsängerin (Sopran) und Gesangspädagogin.

## Leben
Mallinger war eine Tochter des Klarinettisten und Kapellmeisters Johann Mallinger († 1863 Agram) und der Maria geb. Ferrari (* 1829 in Agram; † 1876 in Berlin). Von ihrem Vater erfuhr sie auch ihren ersten musikalischen Unterricht. Durch dessen Unterstützung wurde sie 1863 am Prager Konservatorium Schülerin u. a. von Giovanni Battista Gordigiani (1795–1871) und Heinrich Vogl. Anschließend ging sie nach Wien, um bei Richard Lewy zu lernen. Durch diesen machte sie auch die Bekanntschaft des Hofkapellmeisters Franz Lachner.
Dieser engagierte Mallinger an die Hofoper nach München. Vom 1. Oktober 1866 bis einschließlich 13. September 1869 war sie dort unter Vertrag und debütiere dort in der Rolle der „Norma“ höchst erfolgreich. Auch in einigen hochgelobten Uraufführungen war sie zu sehen: u. a. am 21. Juni 1869 als „Eva“ in Richard Wagners Meistersingern.
Mit Wirkung vom 1. Oktober 1869 war Mallinger an der Berliner Hofoper engagiert. Gleichzeitig erfolgte der Ernennung zur „königlichen Kammersängerin“. Sie stand dort bis April 1872 in ständiger Konkurrenz zu ihrer Kollegin Pauline Lucca. 1882 verließ sie das Berliner Ensemble und unternahm bis 1895 einige Tourneen; u. a. an das Mariinski-Theater nach Sankt Petersburg und an die Hofoper nach Wien. An der Berliner Hofoper gab sie ebenfalls einige Liederabende.
Anlässlich einer dieser Soiréen lernte Mallinger den Schauspieler und Theaterdirektor Otto Düringsfeld kennen, den sie 1869 in München heiratete. Die Tochter Marie Mallinger (vielmehr: Maria Alexandrine Anna Schimmelpfennig von der Oÿe, * 18. März 1878 Berlin; † 14. Mai 1958 Berlin-Lichterfelde) war ab 1897 als Schauspielein tätig und heiratete den Regisseur und Theaterleiter Martin Zickel.
Ab 1890 betraute man Mallinger mit einem Lehrauftrag am Prager Konservatorium. 1895 wechselte sie, ebenfalls als Gesangspädagogin, an das Eichelberg'sche Conservatorium zurück nach Berlin.
Mallinger starb neun Wochen nach ihrem 72. Geburtstag am 19. April 1920 in ihrer Wohnung in Charlottenburg und fand ihre letzte Ruhestätte in Berlin auf dem Alten Domfriedhof der St.-Hedwigs-Gemeinde an der Liesenstraße. Das Grab besteht nicht mehr.

## Rollen (Auswahl)
- Fidelio – Fidelio (Ludwig van Beethoven)
- Norma – Norma (Vincenzo Bellini)
- Margarethe – Faust (Charles Gounod)
- Valentine – Die Hugenotten (Giacomo Meyerbeer)
- Donna Anna – Don Giovanni (Wolfgang Amadeus Mozart)
- Gräfin Almaviva – Die Hochzeit des Figaro (Wolfgang Amadeus Mozart)
- Susanna – Die Hochzeit des Figaro (Wolfgang Amadeus Mozart)
- Pamina – Die Zauberflöte (Wolfgang Amadeus Mozart)
- Elsa – Lohengrin (Richard Wagner)
- Eva – Die Meistersinger von Nürnberg (Richard Wagner)
- Sieglinde – Die Walküre (Richard Wagner)
- Agathe – Der Freischütz (Carl Maria von Weber)

## Schüler
- Johannes Bischoff
- Werner Engel
- Camilla Götzl
- Frieda Langendorff
- Lotte Lehmann
- Emmy Neiendorff
- Henny Trundt
- Florence Wickham